# Marshall (Illinois)
Marshall è un comune degli Stati Uniti d'America, situato in Illinois, nella Contea di Clark, della quale è il capoluogo.